# Giovanni Francesco Marcorelli
Giovanni Francesco Marcorelli, o Mercorelli, Mercurelli, Marcorilli, Marco Aureli (Spello, 21 novembre 1610 – Hörbranz, 31 agosto 1651), è stato un compositore e organista italiano.
Nacque a Spello (Perugia), dove fu battezzato il 21 novembre 1610. Da luglio 1627 all'estate 1634 fu organista della collegiata di S. Maria a Spello. L'11 maggio fu nominato maestro di cappella della cattedrale di Perugia, mantenendo l'incarico fino alla primavera 1639.
Successivamente si trasferì a Roma, dove dal gennaio 1641 all'aprile 1642 ricoprì l'incarico di organista della Basilica di Santa Maria in Trastevere. Tornato in Umbria dal maggio 1644 al settembre 1645 fu maestro di cappella nella cattedrale di San Rufino.
Di nuovo a Roma, il 4 aprile 1646 fu nominato maestro di cappella della chiesa e dell'oratorio di S. Maria in Vallicella, conservando quest'incarico fino all'aprile 1647. Ancora a Roma il 17 dicembre 1649, su indicazione del duca Pietro Altemps, la Confraternita del Ss. Crocifisso di S. Marcello gli commissionò un oratorio per la successiva quaresima.
Morì il 31 agosto 1651, forse durante un viaggio verso la Germania, a «Horbranto», località identificata con Hörbranz in Austria.
Compose gli oratori Il diluvio (testo di Bartolomeo Conti) e S. Cecilia (testo di Domenico Benigni), conservati a Napoli (Archivio della Congregazione dell'Oratorio), L’angelo custode (perduto), e il Dialogo di santo Francesco (in latino), conservato a Bologna (Museo internazionale e Biblioteca della musica). Di lui restano alcune composizioni sacre, pubblicate in raccolte a stampa di vari autori e manoscritte, oltre la cantata Ne l'amoroso regno consiglia amor, per soprano e basso continuo (Roma, Biblioteca Casanatense, Ms. 2467) e una «serenata a tre voci» (Più non dorma), pubblicata nella raccolta Canzonette amorose. Libro primo a una, doi, tre voci concertate per cantare nel cimbalo, spinetta, tiorba o altro simile istromento, raccolte da Giovanni van Geertsom (Rotterdam, 1656).